# Новогумерово
Новогу́мерово (рос. Новогумерово, башк. Яңы Ғүмәр) — присілок (у минулому село) у складі Кушнаренковського району Башкортостану, Росія. Входить до складу Старгумеровської сільської ради.
Населення — 121 особа (2010; 151 2002).
Національний склад:
- башкири — 54 %
- татари — 46 %